# Byggnadskonstruktör

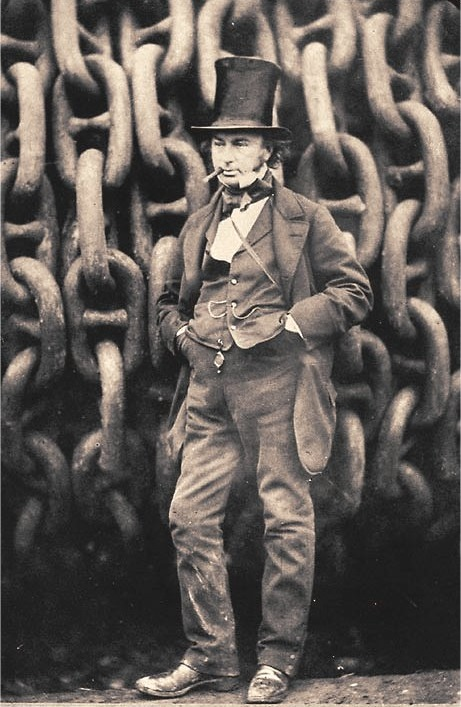
Brunel inför sjösättningen av Great Eastern.

Byggnadskonstruktör kallas den (person, ingenjörsbyrå etc.) som dimensionerar bärande element i byggnader.
Förr kallades byggnadskonstruktören ofta statiker, då det var statiska (till skillnad från dynamiska) beräkningar han ägnade sig åt, och ibland för ingenjör. Den som arbetar som byggnadskonstruktör har vanligen någon form av ingenjörsutbildning och vanligt är också en yrkestitel där ingenjör ingår. Men den som t.ex. har titeln byggnadsingenjör behöver nödvändigtvis inte arbeta som byggnadskonstruktör utan kan arbeta med sådant som rör byggnadens icke bärande delar. 
I de flesta länder krävs någon form av personcertifiering för att få utöva yrket, dock inte i Sverige. Emellertid finns för stålbyggnadskonstruktörer en frivillig certifiering, Certifierad stålbyggnadskonstruktör (CSK). För byggnadskonstruktörer som arbetar med andra material finns ingen certifiering.
Kända byggnadskonstruktörer är:
- Gustave Eiffel
- Knut Frænkel
- Isambard Kingdom Brunel
- John Nun Milner
- Ludwig von Tetmajer
- Ivar Kreuger